# Cindy Teperman
Cindy Teperman es una reconocida productora de cine argentino-portuguesa.
Figura clave del cine internacional contemporáneo. 
Fundadora y presidenta de las productoras CT e Infinity Hill, con base en Los Ángeles, Inglaterra y Buenos Aires.
Cindy Teperman, ha producido más de 30 películas en Argentina, España, México, Estados Unidos e Inglaterra.
Su trabajo ha sido reconocido con nominaciones, entre otras, a los premios Oscar y BAFTA. Ha recibido premios como el Globo de Oro, el Emmy, y los  Goya. Entre sus títulos más destacados figuran Argentina, 1985 de Santiago Mitre, Animal de Armando Bo, El Amor Menos Pensado con Ricardo Darín, La Caída de Lucía Puenzo. También ha estado detrás de éxitos de taquilla como Padre no hay más que uno, en España.
Ha trabajado con figuras de renombre internacional como Brian Cox, Alan Cumming, Bill Nighy, Imelda Staunton, Dominic West, Úrsula Corberó, Anna Paquin, Ray Winstone, Marina de Tavira, Karla Souza y Elena Anaya. 
Sus películas han sido seleccionadas en los festivales más prestigiosos del mundo: Venecia, Berlín, Toronto, Tribeca, San Sebastián, Londres (BFI), Zúrich y Morelia, entre otros.
Es miembro de la Academia de las Artes y Ciencias Cinematográficas de Argentina, de la  Academia de Cine de España, de PGA( Producer Guild of America ), de IEmmys (International Academy of Television, Arts & Sciences).
Es Embajadora International de la Fundación Hispanojudía con base en Madrid (FHJ) e integra el Israel Economic Forum (IEF).
En 2022 y 2023, fue elegida por un medio internacional como una de las siete mujeres argentinas más destacadas del año, por su proyección, liderazgo y contribución a la cultura global.

## Filmografía

### Producción

#### Cine
| Año  | Película                          | Rol                  |
| ---- | --------------------------------- | -------------------- |
| 2010 | Cerro Bayo                        | Productora Asociada  |
| 2014 | Refugiado                         | Coproductora         |
| 2014 | Pensé que iba a haber fiesta      | Productora           |
| 2016 | Gilda                             | Coproductora         |
| 2017 | Solo se vive una vez              | Coproductora         |
| 2017 | Casi Leyendas                     | Produtora            |
| 2018 | Las grietas de Jara               | Coproductora         |
| 2018 | El Potro: Lo Mejor del Amor       | Productora           |
| 2018 | El amor menos pensado             | Productora Asociada  |
| 2018 | Animal                            | Productora Ejecutiva |
| 2018 | Perdida                           | Productora Ejecutiva |
| 2019 | Padre no hay más que uno          | Productora Ejecutiva |
| 2019 | ¿Qué te juegas?                   | Productora Ejecutiva |
| 2019 | El Retiro                         | Coproductora         |
| 2020 | Nasha Natasha                     | Productora Ejecutiva |
| 2020 | El Prófugo                        | Productora Ejecutiva |
| 2021 | Reefa                             | Productora           |
| 2021 | The Humming of the Beast          | Coproductora         |
| 2022 | Granizo                           | Productora Ejecutiva |
| 2022 | La Caída                          | Productora Ejecutiva |
| 2022 | A Bit of Light                    | Productora Ejecutiva |
| 2022 | El Gerente                        | Productora Ejecutiva |
| 2022 | Argentina, 1985                   | Productora Ejecutiva |
| 2023 | Amor es Amor                      | Productora Ejecutiva |
| 2023 | El Rapto                          | Productora           |
| 2023 | Puan                              | Coproductora         |
| 2023 | La Extorsión                      | Coproductora         |
| 2024 | El aroma del pasto recién cortado | Productora           |
| 2024 | El Jockey                         | Productora           |
| 2024 | Gigantes                          | Productora Ejecutiva |

#### Televisión
| Año       | Show            | Rol                  |
| --------- | --------------- | -------------------- |
| 2020-2023 | Staged          | Productora Ejecutiva |
| 2023      | La Hija de Dios | Productora           |